# Хмільнівська сільська рада
| Хмільнівська сільська рада — колишній орган місцевого самоврядування у Радехівському районі Львівської області з адміністративним центром у с. Хмільно. Історична дата утворення: в 1940 році. Водоймища на території, підпорядкованій даній раді: річка Острівка. Сільській раді підпорядковані населені пункти: - с. Хмільно |

## Склад ради
Рада складається з 16 депутатів та голови.

### Керівний склад ради
| ПІБ                     | Основні відомості                                                 | Дата обрання | Дата звільнення |
| ----------------------- | ----------------------------------------------------------------- | ------------ | --------------- |
| Царук Петро Васильович  | Сільський голова, 1950 року народження, освіта, безпартійний      | 26.03.2006   | 31.10.2010      |
| Патон Василь Степанович | Сільський голова, 1983 року народження, освіта вища, безпартійний | 31.10.2010   |                 |

Примітка: таблиця складена за даними джерела